# Кольчино
Ко́льчино (укр. Кольчино) — посёлок в Мукачевском районе Закарпатской области Украины. Административный центр Кольчинской поселковой общины.
Расположен на правом берегу реки Латорицы, в 1 км от г. Мукачево.

## История
Первое упоминание о Кольчине в исторических документах относится к 1430 г.
В посёлке установлен памятник односельчанам, погибшим в борьбе с фашистами.
В январе 1989 года численность населения составляла 4632 человек.
В мае — июле 1995 года Кабинет министров Украины утвердил решение о приватизации находившегося здесь станкостроительного завода.
По состоянию на 1 января 2013 года численность населения составляла 4345 человек.

## Транспорт
В поселке имеется железнодорожная станция Колчино.